# Natrijev sulfat
Natrijev sulfat dekahidrat (Na2SO4 x 10H2O, Glauberova sol, tenardit) bezbojan je kristal koji se u prirodi nalazi kao mineral glauberit (Na2Ca(SO4)2) i mirabilit (Na2SO4 x 10H2O, Glauberska sol). Lako se otapa u vodi iz koje, ispod temperature 32,4 °C, kristalizira kao dekahidrat koji se iznad te temperature otapa u vlastitoj kristalnoj vodi. Gubi kristalnu vodu pri 100 °C. Toplinski kapacitet joj je sedam puta veći od toplinskog kapaciteta vode.
Kristali natrijevog sulfata dekahidrata pri sobnoj(i nižoj) temperaturi i tlaku nisu stabilni, zapravo, prilično lako gube vodu.
S druge strane, bezvodni natrijev sulfat je higroskopan (navlači vlagu) pa postoji ravnoteža:
Na2SO4 x 10H2O(s) <=> Na2SO4(s) + 10H2O(g)
O koncentraciji vodene pare u zraku, tj. vlažnosti zraka ovisit će hoćemo li u ravnoteži imati Glauberovu sol (dekahidrat) ili bezvodni natrijev sulfat. Na brzinu reakcije utjecat će, osim vlažnosti zraka i temperature još i veličina i površina kristala, strujanje zraka i niz drugih faktora.
Bezvodni natrijev sulfat vrlo je higroskopan i upijanjem vlage prelazi u dekahidrat, a pri tom mu se obujam može povećati i više od četiri puta.

## Dobivanje
Nastaje kao sporedni produkt u proizvodnji kloridne kiseline djelovanjem sulfatne kiseline na natrijev klorid ili dvostrukom izmjenom natrijeva klorida s magnezijevim sulfatom.

## Uporaba
Upotrebljava se u medicini kao purgativ (Glauberova sol), u industriji stakla, boja, pigmenata, ultramarina, u proizvodnji papira, za proizvodnju celuloze i sredstava za pranje, za bojenje i oplemenjivanje tekstila, za povećanje vodljivosti u galvanotehnici, za regeneraciju alkalnih ionskih izmjenjivača, pri razvijanju fotografskih materijala, te u sintezi natrijevih silikata (vodenog stakla), natrijevog sulfida, itd.